# Wicker (Flörsheim am Main)
Wicker ist ein Stadtteil von Flörsheim am Main im südhessischen Main-Taunus-Kreis. Mit Bezug auf den örtlichen Weinbau bezeichnet sich das Dorf als „Tor zum Rheingau“.

## Geographische Lage
Wicker grenzt an die Orte Massenheim, Hochheim, Weilbach und Flörsheim.
Wicker liegt im Rhein-Main-Gebiet auf der Südwestecke einer etwa 40 Meter hohen Geländestufe, die sich am Nordrand der Oberrheinischen Tiefebene erhebt. An der Westflanke der Geländestufe liegt die Talaue des Wickerbachs. Der Ort hat dem Bach den Namen gegeben. Auf Wickerer Gebiet liegen noch heute drei Mühlen, die jedoch nicht mehr in Betrieb sind.
Am Ortsrand gibt es viele Aussichtspunkte mit Blick nach Osten, Süden und Westen, besonders von der Flörsheimer Warte aus, die etwa 400 Meter südlich von Wicker liegt und im Jahr 1996 für den Regionalpark RheinMain als Rekonstruktion eines mittelalterlichen Landwehrturms erbaut wurde. Der ursprüngliche Wartturm wurde 1817 abgerissen.

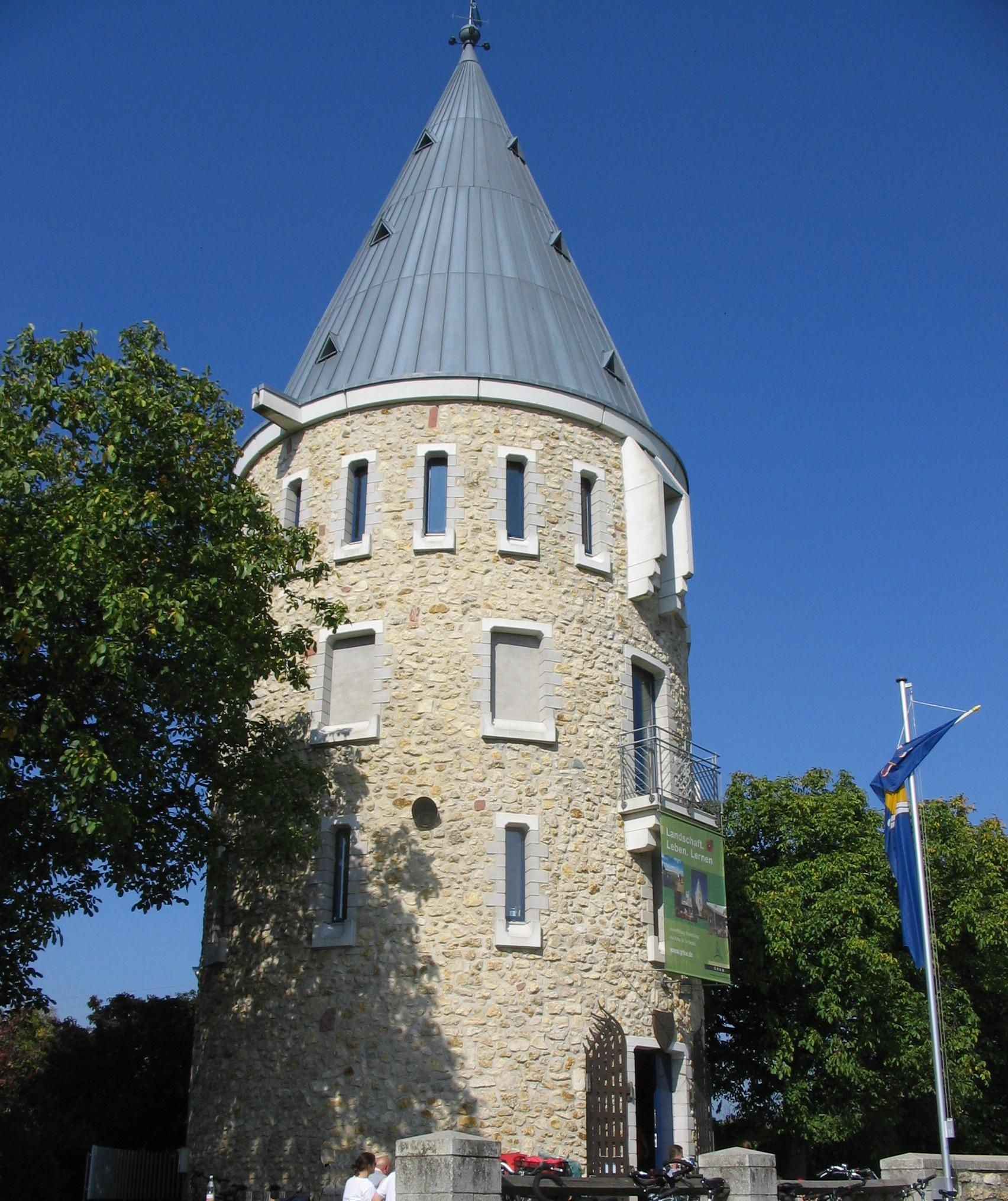
Die Flörsheimer Warte bei Wicker

## Geschichte
Die älteste bekannte schriftliche Erwähnung von Wicker erfolgte unter dem Namen Vuichara im Jahr 927 in einer nassauischen Urkunde.
Um 1540 wurde Wicker befestigt, d. h. mit Mauer, Graben und Wall umgeben. Die Mauer war etwa 4 Meter hoch und 70 cm stark. Noch heute sind Reste der Ortsmauer an einigen Stellen sichtbar. Erst Ende des 18. Jahrhunderts wurde die Mauer geschleift und die ersten Häuser außerhalb des Walles gebaut.
Bereits 1588 ist in Wicker eine Schule erwähnt.
Im April 1610 wurde Wicker von einem großen Feuer heimgesucht. In zwei bis drei Stunden brannten von 71 Hofraiten 48 samt Stallungen, Scheunen und Kelterhäusern bis auf den Grund nieder. Nur 11 Häuser blieben unversehrt, der Rest wurde beschädigt. Der Dreißigjährige Krieg verhinderte einen baldigen Wiederaufbau. 1654 wurden in Wicker 47 Haus- und Grundbesitzer gezählt. Statt der früher vorhandenen 71 Häuser waren nur 38 nachgewiesen. Wicker hatte 1668 eine Einwohnerzahl von 179. 1792 waren wieder 100 Häuser vorhanden.
Im Rahmen der Napoleonischen Kriege waren 1813 sieben Tage lang 9000 Mann in Wicker einquartiert. Nachdem die Speicher und Scheunen leer waren, musste die Gemeinde Medenbach vom 6. bis 13. Dezember 1813 täglich 200 Rationen Heu zu je 10 Pfund, 125 Rationen Stroh und 50 Simmer Gerste oder Hafer, am 14. Dezember sogar das Doppelte an die russische Artillerie hier liefern.
Nach dem Ersten Weltkrieg war Wicker unter französischer Besatzung. Vom Abzug der Franzosen zeugt noch heute ein in der Gemarkung stehender Gedenkstein, dessen Inschrift sinngemäß besagt, dieser Stein sei den Menschen beim Abzug der Besatzungstruppen vom Herzen gefallen.
Im Zweiten Weltkrieg mussten die Einwohner am 8. Juli 1941 eine Brandnacht erdulden und am 28. März 1945 sogar den Beschuss der Ortschaft. Danach wurde der Ort von amerikanischen Soldaten eingenommen und auch in die amerikanische Besatzungszone eingegliedert.

### Gebietsreform
Im Zuge der Gebietsreform in Hessen wurde die bis dahin selbständige Gemeinde Wicker am 31. Dezember 1971 zusammen mit der Nachbargemeinde Weilbach auf freiwilliger Basis in die Stadt Flörsheim eingemeindet.
Für die ehemals eigenständigen Gemeinden sowie für die Kernstadt wurden Ortsbezirke mit Ortsbeirat und Ortsvorsteher nach der Hessischen Gemeindeordnung gebildet.

### Einwohnerentwicklung

#### Einwohnerstruktur
Nach den Erhebungen des Zensus 2011 lebten am Stichtag dem 9. Mai 2011 in Wicker 3441 Einwohner. Darunter waren 147 (4,3 %) Ausländer.
Nach dem Lebensalter waren 534 Einwohner unter 18 Jahren, 1512 waren zwischen 18 und 49, 717 zwischen 50 und 64 und 681 Einwohner waren älter.
Die Einwohner lebten in 1593 Haushalten. Davon waren 495 Singlehaushalte, 540 Paare ohne Kinder und 426 Paare mit Kindern, sowie 108 Alleinerziehende und 24 Wohngemeinschaften. In 303 Haushalten lebten ausschließlich Senioren/-innen und in 1128 Haushaltungen leben keine Senioren/-innen.

#### Einwohnerzahlen
Quelle: Historisches Ortslexikon
| • 1609: | 60 Haushaltungen mit 210 Einwohnern |
| • 1648: | 28 Männer                           |
| • 1668: | 48 Häuser mit 179 Einwohner         |
| • 1745: | 426 Einwohner                       |
| • 1796: | 100 Häuser                          |

| Wicker: Einwohnerzahlen von 1817 bis 2020 | Wicker: Einwohnerzahlen von 1817 bis 2020 | Wicker: Einwohnerzahlen von 1817 bis 2020 | Wicker: Einwohnerzahlen von 1817 bis 2020 | Wicker: Einwohnerzahlen von 1817 bis 2020 |
| --- | ----------------------------------------- | ----------------------------------------- | ----------------------------------------- | ----------------------------------------- |
| Jahr |                                           |                                           |                                           | Einwohner                                 |
| 1817 | 1817                                      |                                           | 622                                       | 622                                       |
| 1834 | 1834                                      |                                           | 704                                       | 704                                       |
| 1840 | 1840                                      |                                           | 759                                       | 759                                       |
| 1846 | 1846                                      |                                           | 755                                       | 755                                       |
| 1852 | 1852                                      |                                           | 750                                       | 750                                       |
| 1858 | 1858                                      |                                           | 738                                       | 738                                       |
| 1864 | 1864                                      |                                           | 764                                       | 764                                       |
| 1871 | 1871                                      |                                           | 716                                       | 716                                       |
| 1875 | 1875                                      |                                           | 716                                       | 716                                       |
| 1885 | 1885                                      |                                           | 741                                       | 741                                       |
| 1895 | 1895                                      |                                           | 787                                       | 787                                       |
| 1905 | 1905                                      |                                           | 782                                       | 782                                       |
| 1910 | 1910                                      |                                           | 788                                       | 788                                       |
| 1925 | 1925                                      |                                           | 815                                       | 815                                       |
| 1939 | 1939                                      |                                           | 895                                       | 895                                       |
| 1946 | 1946                                      |                                           | 1.106                                     | 1.106                                     |
| 1950 | 1950                                      |                                           | 1.182                                     | 1.182                                     |
| 1956 | 1956                                      |                                           | 1.298                                     | 1.298                                     |
| 1961 | 1961                                      |                                           | 1.403                                     | 1.403                                     |
| 1967 | 1967                                      |                                           | 1.510                                     | 1.510                                     |
| 1970 | 1970                                      |                                           | 1.799                                     | 1.799                                     |
| 1980 | 1980                                      |                                           | ?                                         | ?                                         |
| 1987 | 1987                                      |                                           | 3.090                                     | 3.090                                     |
| 2000 | 2000                                      |                                           | ?                                         | ?                                         |
| 2015 | 2015                                      |                                           | 2.560                                     | 2.560                                     |
| 2020 | 2020                                      |                                           | 3.511                                     | 3.511                                     |
| Datenquelle: Historisches Gemeindeverzeichnis für Hessen: Die Bevölkerung der Gemeinden 1834 bis 1967. Wiesbaden: Hessisches Statistisches Landesamt, 1968. Weitere Quellen: LAGIS; Gemeinde Flörsheim; Zensus 2011 |                                           |                                           |                                           |                                           |

#### Religionszugehörigkeit
Quelle: Historisches Ortslexikon
| • 1885: | 030 evangelisch (= 4,05 %), 711 katholische (= 95,95 %) Einwohner    |
| • 1961: | 178 evangelische (= 12,69 %), 1215 katholische (= 86,60 %) Einwohner |

## Wirtschaft und Verkehr
Weinbergslagen machen mit 42,5 Hektar einen Großteil der landwirtschaftlichen Nutzfläche aus und werden von vielen Nebenerwerbs- und einigen Haupterwerbswinzern bewirtschaftet. Die Wickerer Weinlagen gehört zum Weinanbaugebiet Rheingau. Hier beginnt die Rheingauer Rieslingroute, die von hier nach Westen bis Lorchhausen durch alle Rheingauer Weinbaugemeinden führt.

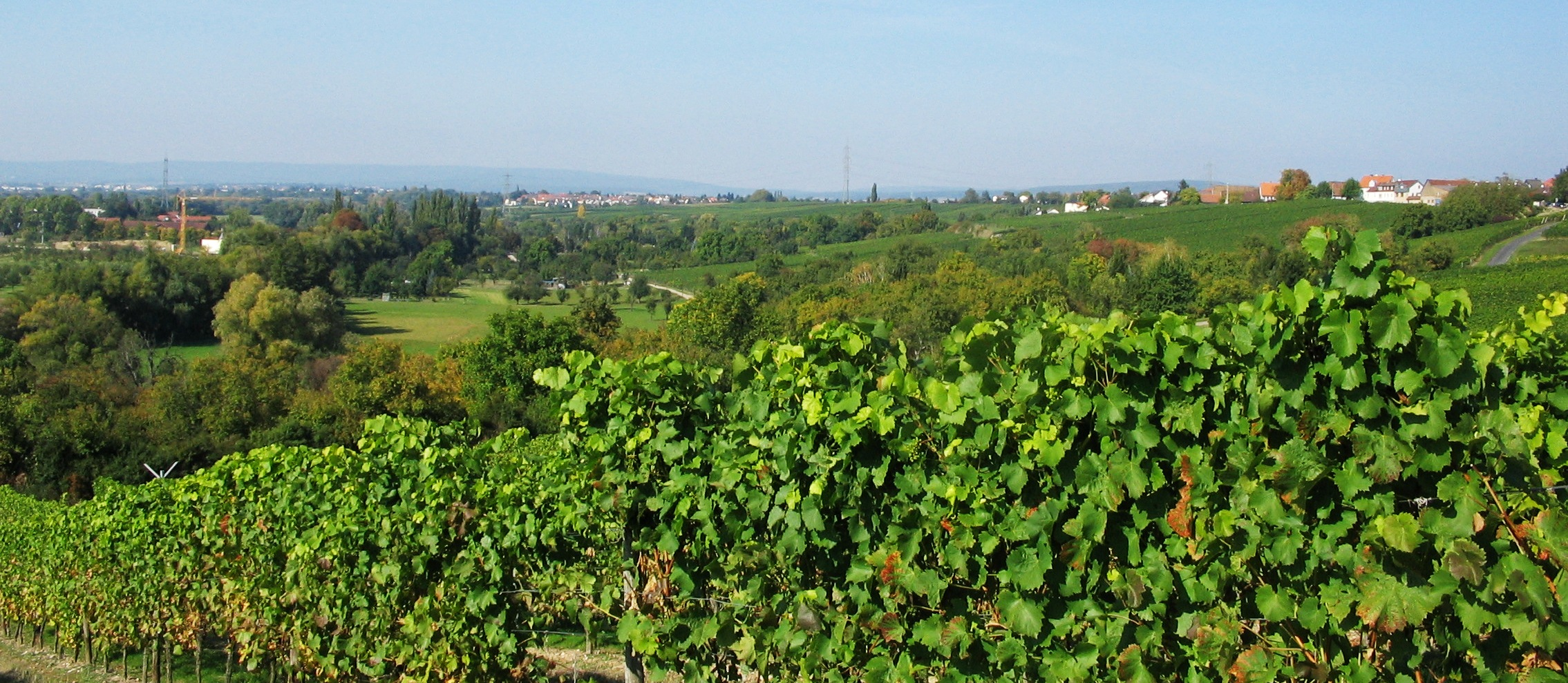
Blick über die Wickerbachaue auf die Weinberge von Wicker von der Flörsheimer Warte gesehen

Durch Wicker führt die von Mainz nach Frankfurt am Main führende Bundesstraße 40. Über Hofheim-Wallau und Weilbach besteht Anbindung an die Bundesautobahn 66.
Wicker ist mit einem rund 85 Hektar großen Areal Standort des Rhein-Main-Deponieparks (früher Kreismülldeponie des Main-Taunus-Kreises). Da die Ortsdurchfahrt der B 40 für den Schwerlastverkehr gesperrt ist, müssen die meisten für die Deponie bestimmten Transporte, nämlich die aus dem östlichen und nördlichen Kreisgebiet einen weiten Umweg fahren über die A 66 bis Wiesbaden-Erbenheim, weiter über die B 455 bis Mainz-Kastel und dann über die A 671 nach Hochheim-Nord, wo sie von Westen her über die B 40 die Deponie erreichen.

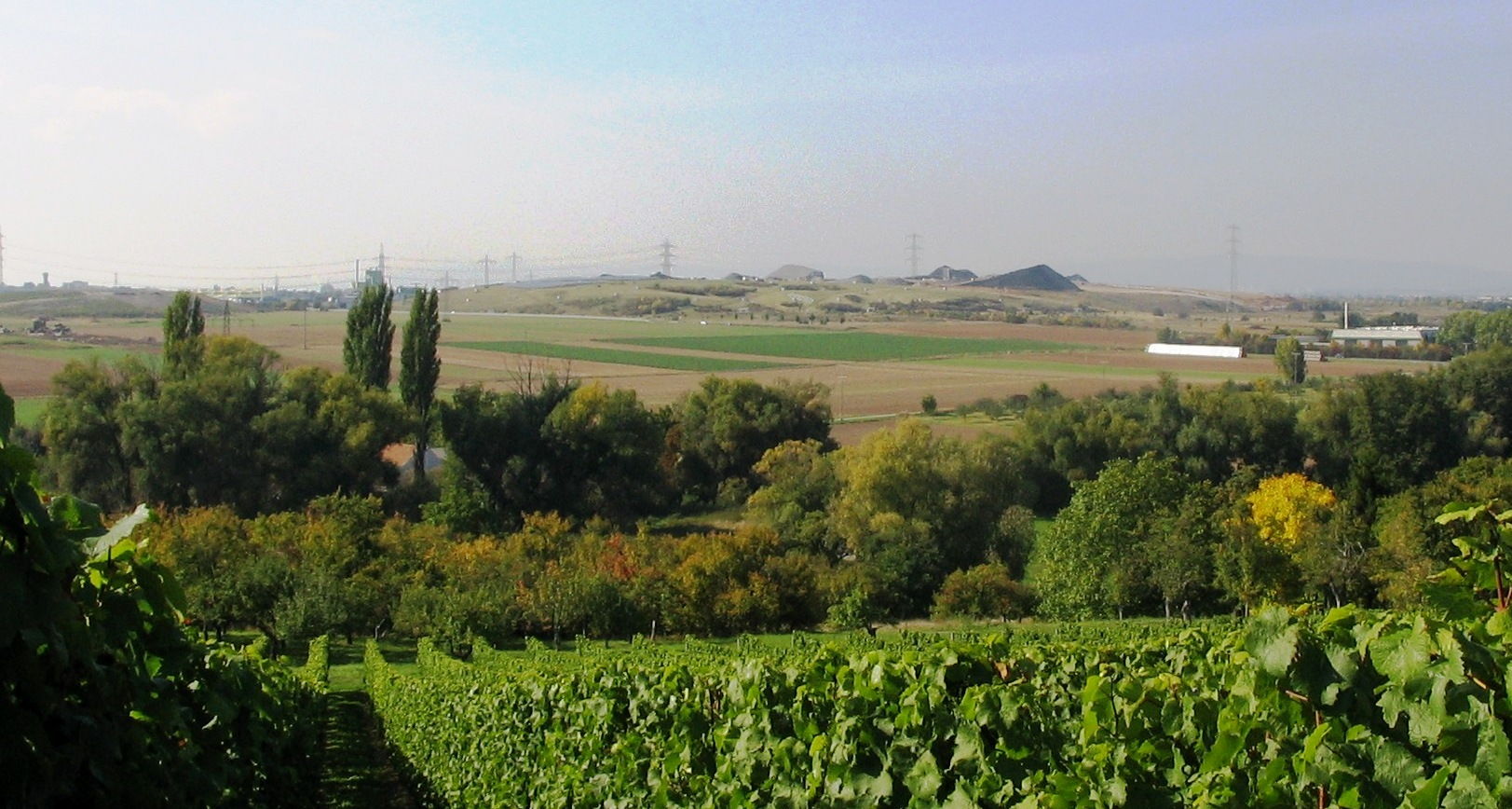
Blick auf den Rhein-Main-Deponiepark von der Flörsheimer Warte gesehen am 28. September 2008

## Kultur und Sehenswürdigkeiten

### Bauwerke
Die katholische Pfarrkirche St. Katharina ist eine eindrucksvoll erhaltene Wehrkirchenanlage mit Mauerbering, die auf eine Kirche des 13. Jahrhunderts zurückgeht und in verschiedenen Bauphasen überformt wurde. Der wuchtige, dreigeschossige Turm mit Eckquaderung wurde um 1500 errichtet. Das mittelalterliche Kirchenschiff wurde 1814 nach Westen verlängert.

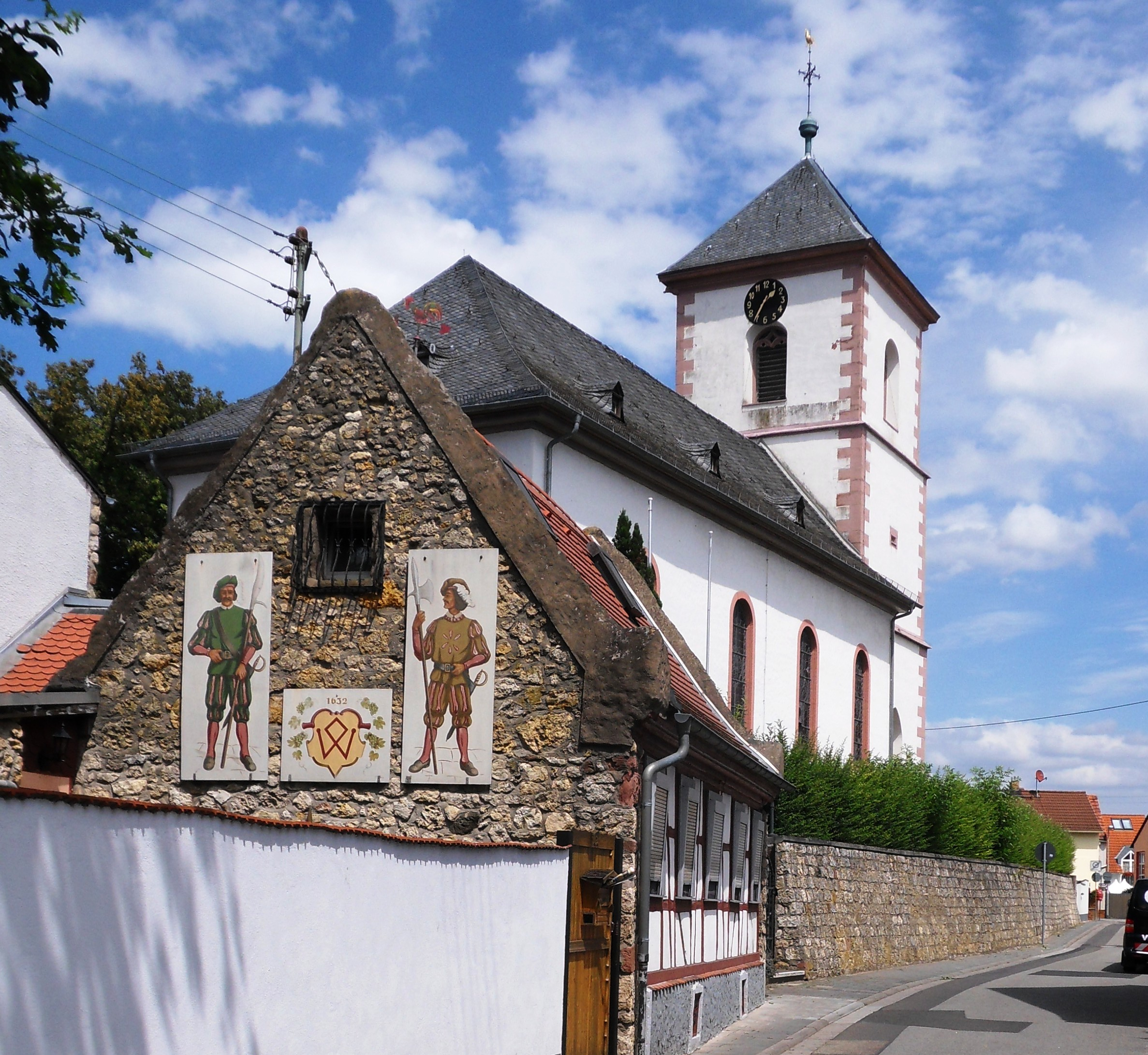
Blick von der Kirchstraße zur Katholischen Pfarrkirche

Neben dem alten Rathaus und dem Katholischen Pfarrhaus sind auch etliche andere Anwesen denkmalgeschützt, aber auch eine Reihe von Wegkreuzen und Skulpturen.

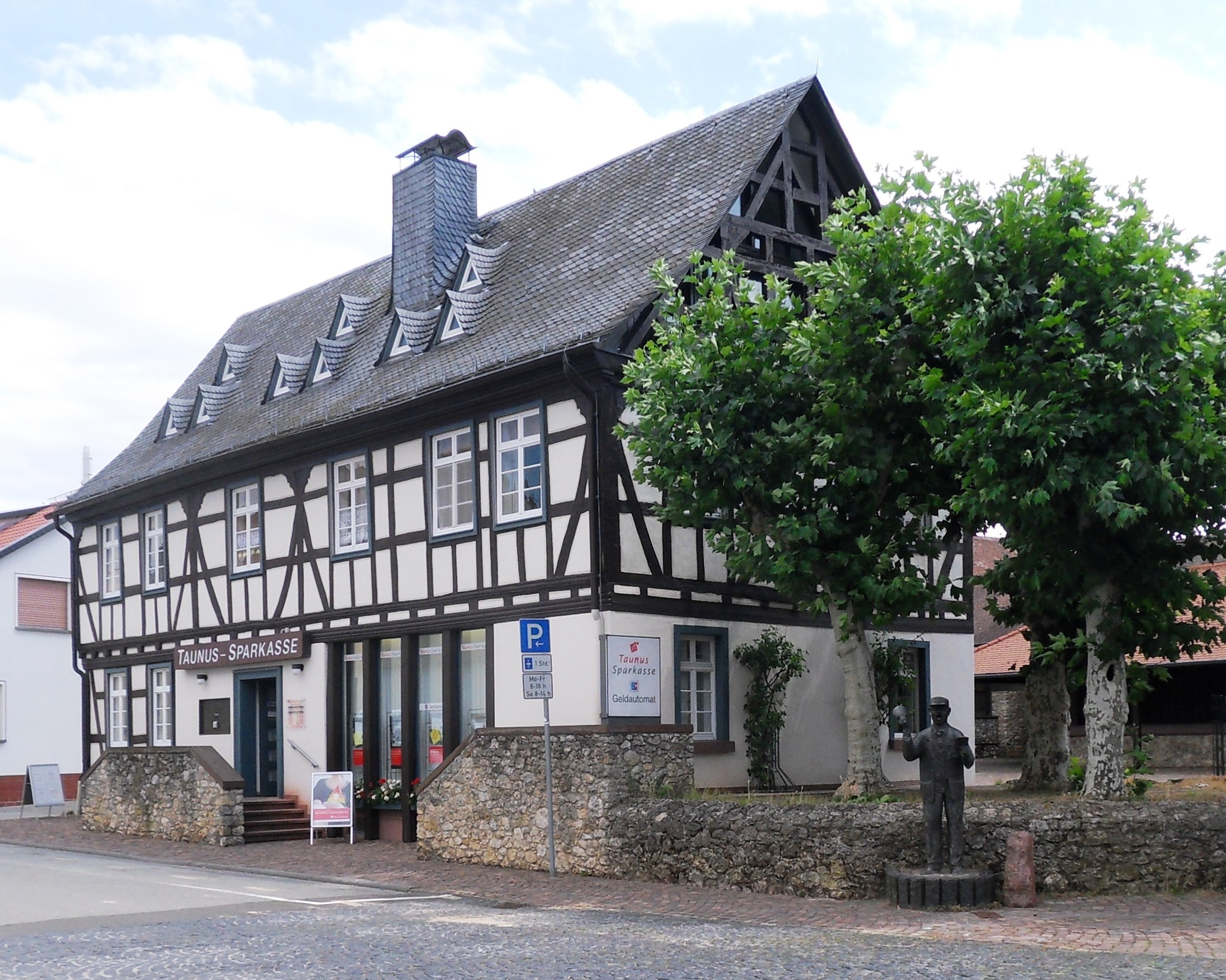
Der ehemals als Gasthof genutzte Fachwerkbau in der Taunusstraße 3 diente von 1934 bis 1971 als Rathaus

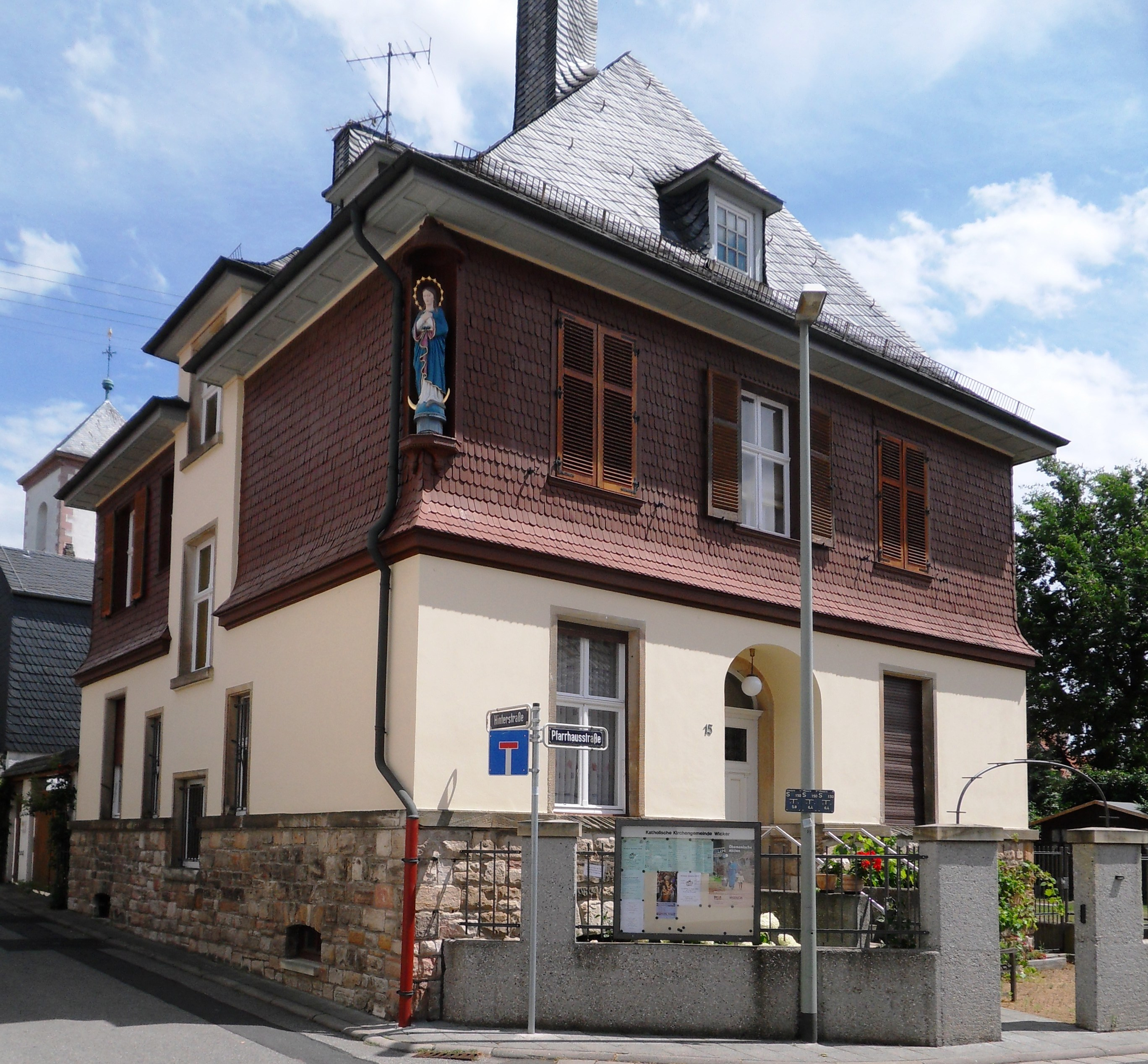
Katholisches Pfarrhaus von 1907

### Vereine und Veranstaltungen
Das Vereinswesen im Ort ist sehr vielfältig. Es gibt einen Turnverein, zwei Gesangsvereine, den Historischen Verein, den Landfrauen-Verein, den Club Fidelio (Verein für Brauchtumspflege), den Reit- und Fahrverein, Kleintierzuchtverein, Schützenverein, Verein Freiwillige Feuerwehr sowie den Winzerverein.
Auch in Wicker wird, nicht nur aufgrund der Nähe zu Mainz, die „Fassenacht“ gefeiert.
Höhepunkt eines jeden Jahres ist das am ersten Augustwochenende stattfindende Weinfest. Dabei ist ein Großteil des alten Ortskerns mit Wein- und Essenständen gesäumt, die nicht selten 20.000 Besucher zu bewirten haben.

## Wappen
| Wappen von Wicker | Blasonierung: „In Schwarz der silberne Großbuchstabe „W“ und darüber ein silberner Sparren.“ |
| Wappen von Wicker | Wappenbegründung: Das Buchstabenwappen nimmt den ersten Buchstaben des Ortsnamens auf. Darüber steht ein Sparren, der an das Wappen der Herren von Eppstein erinnert, welche vom Ende des 12. Jahrhunderts bis ins Jahr 1535 die Herrschaft über Wicker ausübten. Diese beiden Wappenfiguren bilden die Othala-Rune (ᛟ), die als sogenannte „Hausmarke“ eine gemeine Figur in der Heraldik darstellt und Verwendung in Ortswappen findet. Da die Verwendung von Buchstaben als gemeine Figur oft als unheraldisch angesehen wird, wird der Buchstabe damit in einer „versteckten“ Form dargestellt. Die Wappenverleihung erfolgte vermutlich in der Zeit des Nationalsozialismus. Diese Wappenzeichnung stammt möglicherweise von Heinz Ritt (1918–2010). |

## Persönlichkeiten
- Matthäus Müller (1846–1925), Theologe, Pädagoge; Gründer des Diözesan-Caritas-Verbandes des Bistums Limburg